# 현병주
현병주(玄丙周, 1880∼1938)는 한국의 작가이다. 초명은 철주며 자는 세경이다. 필명은 금강어부(錦江漁父), 허주자(虛舟子), 호연생(胡然生) 등이며 한학을 다룰 때에는 주로 수봉(秀峰)이라는 호를 썼다. 불교에도 관심을 두는 한편 신학문에도 밝았다고 전한다. ≪송도말년 불가살이전≫에서 쓴 필명 ‘허주자(虛舟子)’란 ‘빈 배의 사공’이라는 의미로, ‘현 허주자’는 ‘현씨 성을 가진 빈 배의 사공’이라는 뜻이다. 영선(翎仙)은 ‘날아다니는 신선’이라는 의미로, 이 역시 작가의 필명이다. ‘현영선’으로 불리기도 한다.
작가 현병주와 관련된 기록은 남아 있지 않기 때문에 그의 행적에 대해 자세히 알 수는 없다. 그의 저서 중 지금까지 알려진 유명한 것으로 ≪사개송도치부법(四介松都治簿法)≫(덕흥서림, 1916)이 있다. 현병주가 송도 상인과 함께 출판한 ≪사개송도치부법≫은 송도 상인에 의해 전수되어 왔던 치부법을 매우 자세히 해설한 것으로, 당시뿐 아니라 오늘날까지 회계 분야에서 중요한 저작으로 알려져 있다. 그리고 ≪비난정감록진본(批難鄭鑑錄眞本)≫(영창서관, 1940)을 발간했는데 당시에도 여러 출판사에서 거듭 출판할 만큼 인기가 있었다.
지금까지 그가 창작한 문학작품에 대해서는 주목된 바가 거의 없었으나, 필자가 조사한 바에 의하면 현병주는 1913년부터 1936년까지 오랜 시간 동안 작품 활동을 해 온 작가다. 그는 천안 흥남서시(興南書市)를 운영하며 창작과 출판을 겸하는 모습을 보였으며 ＜고향＞의 작가 이기영과도 친분이 있었다. 현병주는 다양한 필명으로 활동했으나, 이 시기 다른 작가들에 비교해 보았을 때 자신의 존재를 숨기거나 하지 않았다. 또한 작품의 저작권을 양도하지 않고 대부분 자신의 독특한 필명으로 활동을 지속해 왔다. 그의 광범위한 지적 호기심은 작품 세계에 그대로 반영되어 있는데, ＜어사 박문수전＞(1915), ＜수길일대와 임진록＞상·하(1928, 1930), ＜단종혈사＞(1936)와 같이 설화를 기반으로 한 소설이나 역사적 사건을 배경으로 하는 소설로 발현되었다.
현병주의 작품 세계와 작가 의식을 분석하는 작업은 고전소설 분야뿐 아니라 일제강점기 근대 지식인의 다양한 문학적 행보를 살피는 측면에서도 큰 가치가 있다. 따라서 보다 세밀한 작가 연구가 진행될 수 있으리라 생각한다.